# Walter HWK 109-509
Le Walter HWK 109-509 était un moteur-fusée à ergols liquides, développé au cours de la Seconde Guerre mondiale à partir de 1943 par le constructeur allemand Hellmuth Walter Kommanditgesellschaft (en) (HWK). Il propulsait les intercepteurs à moteur-fusée Messerschmitt Me 163 Komet et Bachem Ba 349 Natter.
Le nombre « 109 » inclus dans la désignation était le préfixe donné par le RLM à tous les moteurs à réaction, fusées ou turboréacteurs, conçus par l'Allemagne au cours de la Seconde Guerre mondiale.

## Conception et développement

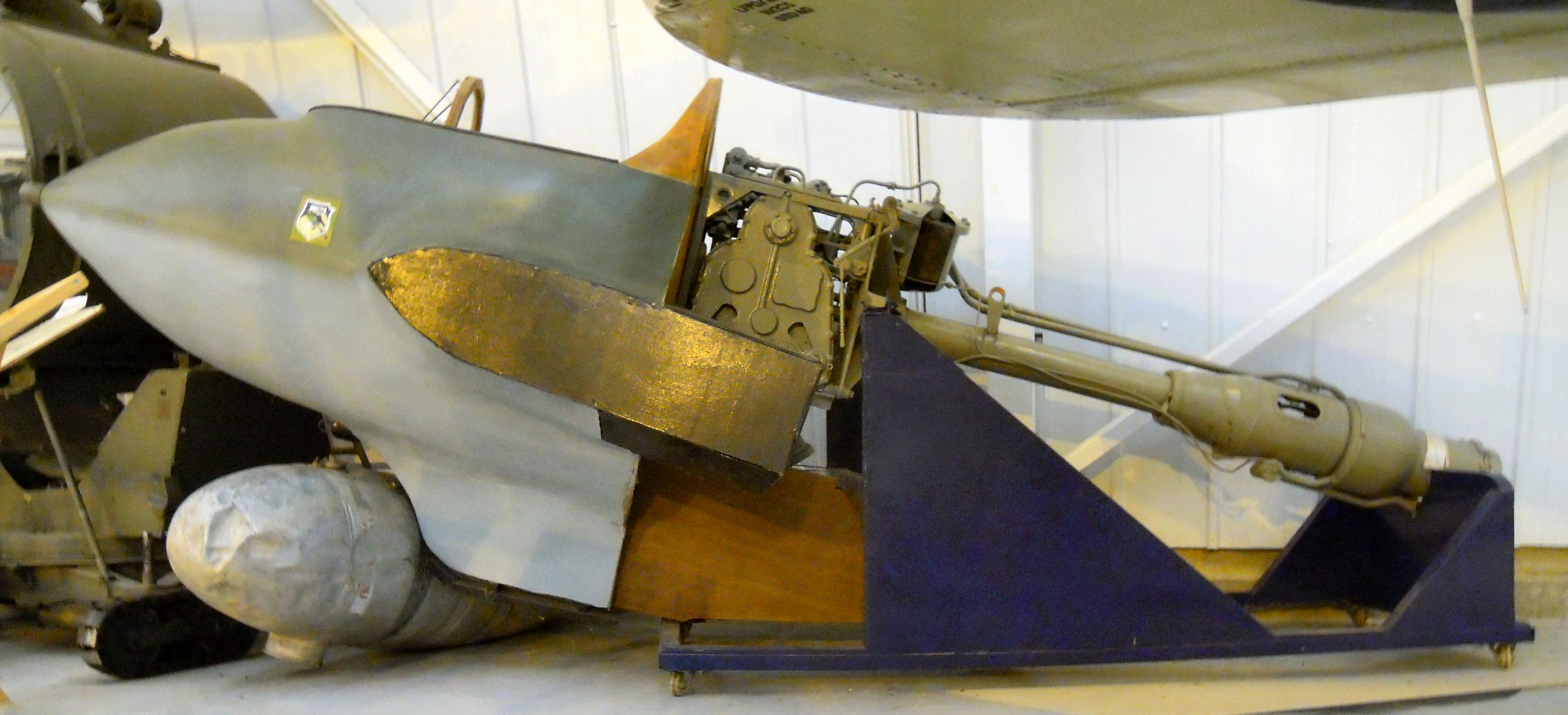
L'un des premiers moteurs-fusées HWK 509 A-1, considéré comme étant celui le mieux préservé à l'heure actuelle et ayant probablement été utilisé à des fins d'instruction. Le cockpit du Me 163 Komet est une maquette. (, Royaume-Uni)

Les premières versions du Me 163, désignées Me 163A, avaient été propulsées par un concept précédent fonctionnant avec un « moteur froid », le RII-203, développé à partir de 1939 et utilisant le « T-Stoff », une substance composée à 80 % de peroxyde d'hydrogène (H2O2), décomposé par catalyse par du « Z-Stoff », un oxydant composé de permanganates divers. Ce dernier avait cependant tendance à boucher les buses présentes dans la chambre de combustion, causant des fluctuations de puissance et potentiellement des explosions. Le plus gros problème, cependant, était que la puissance ne pouvait pas être modulée (par une manette de gaz, par exemple), et quand l'appareil revenait en vol en palier après sa montée en altitude, il accélérait rapidement à des vitesses qui posaient de sérieux problèmes de compressibilité. Le Ministère de l'Aviation du Reich (RLM) demanda qu'une version soit développée avec une manette de gaz, et donc une poussée pouvant être modifiée au cours du vol. Le retour du moteur sur les planches à dessin débuta en 1942, et la nouvelle version prit la désignation interne de RII-211.
Pendant cette période Hellmuth Walter était également en train de travailler avec un nouveau carburant connu sous la désignation de « C-Stoff », qui produisait une chaleur importante et donna donc aux moteurs le qualificatif de « moteurs chauds ». Le C-Stoff était un mélange d'environ 57 % de méthanol (CH3OH), 30 % d'hydrate d'hydrazine (N2H4) et 13 % d'eau (H2O), avec une faible quantité de catalyseur dit « catalyseur 431 » (K3[Cu(CN)4). Les deux éléments, C-Stoff et T-Stoff, réagissaient violemment lorsqu'ils étaient mis en contact l'un avec l'autre. Le violent processus de combustion résultait en la formation d'eau, de dioxyde de carbone et d'azote, et d'une énorme quantité de chaleur projetant un flux surchauffé de vapeur, d'azote et d'air qui était expulsé par un trou vers l'arrière du moteur, produisant une poussée vers l'avant d'environ 17 kN.

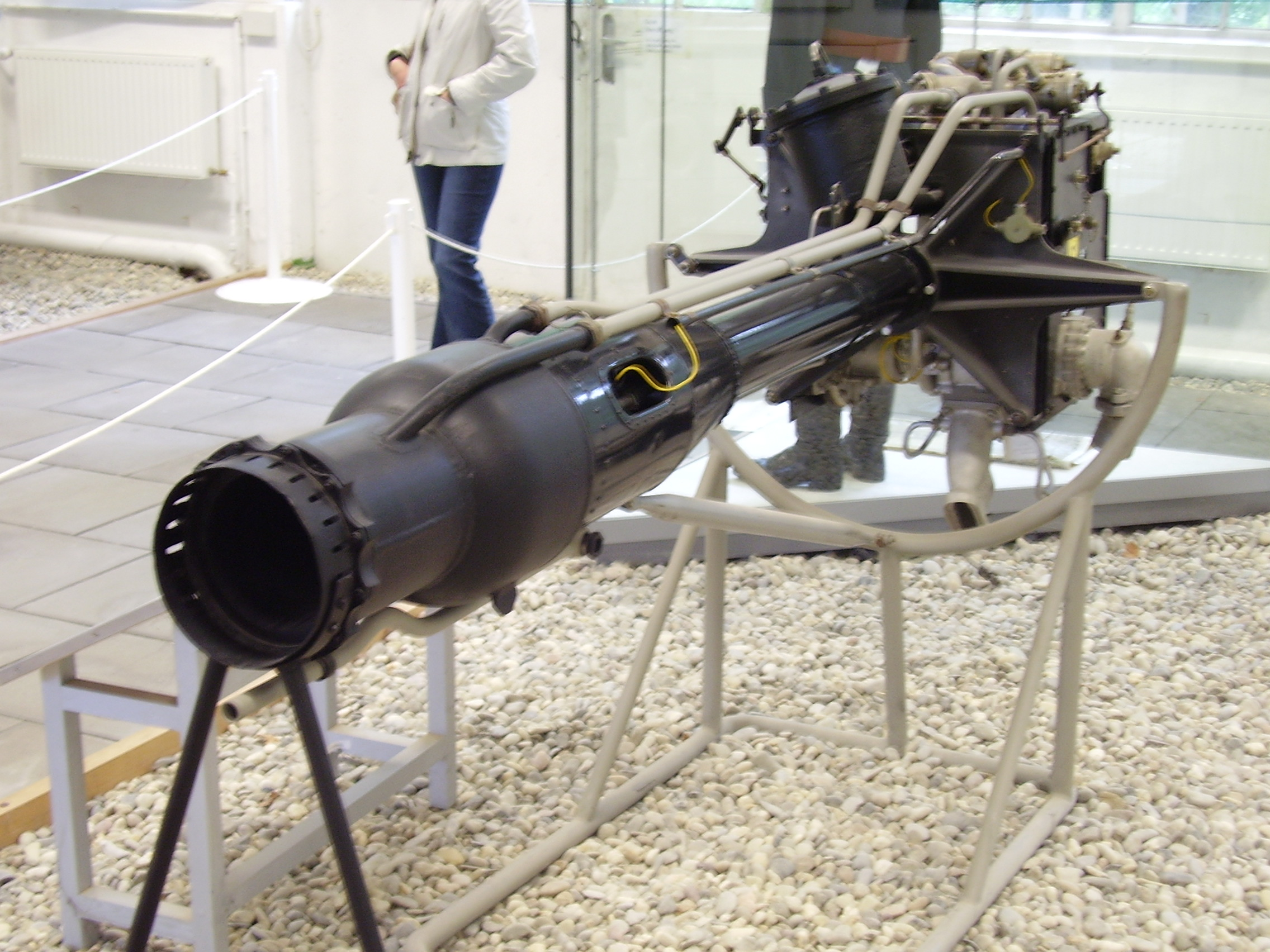
Version à simple chambre de combustion du moteur.

Afin de résoudre le problème de la variation de puissance, le nouveau moteur intégrait des turbopompes avec deux réglages. Les pompes étaient entraînées par une turbine unique, mise en mouvement par la vapeur créée par la décomposition de T-Stoff avec un treillis métallique de catalyseur. Combiné avec une manette de gaz mécanique, ce système fournissait quatre niveaux de puissance du moteur, du régime de ralenti à la pleine puissance pour la montée en altitude. En pratique, il fut découvert que la possibilité de faire varier la puissance du moteur dégradait fortement son efficacité et sa consommation en carburant, au point qu'elle n'améliorait pas l'endurance de l'avion comme espéré. Malgré ce problème, cette version du moteur fut tout de même installée dans le Me 163B.
La solution finale au problème de la variation de la puissance fut apportée par les versions B et C du moteur. Celles-ci employaient deux chambres de combustion, celle d'origine recevant rétroactivement le nom de « Hauptofen », et étant accompagnée juste en dessous d'une seconde plus petite désignée « Marschofen », cette dernière étant réglée pour produire la poussée nécessaire à un vol en palier à haute vitesse (4 kN). Cette deuxième chambre produisait cette puissance à son point de fonctionnement idéal, et elle ne souffrait donc pas des problèmes d'efficacité qui avaient affecté les premiers modèles lorsqu'on avait tenté de rendre variable leur puissance. Le mécanisme de manette de gaz de la chambre de combustion originale fut retiré, et la variation de puissance fut en fait obtenue simplement en mettant le moteur principal en marche ou non. Cette nouvelle version améliorait de façon importante l'endurance de croisière de l'avion, avec des temps de vols moyens passant de seulement huit à environ douze minutes, soit une amélioration de 50 %. Ce moteur était également mécaniquement plus simple, car il était doté de turbopompes à régime fixe.
Le moteur était d'une conception toute intégrée, avec tous les composants du système, à l'exception des réservoirs d'ergols, enfermés à l'intérieur d'une structure cubique — cette structure fut cependant allégée pour le concept à deux chambres 109-509C. Seules les chambres de combustion, et la plaque tubulaire qui les liait au reste du moteur, étaient installés en-dehors et à l'arrière de la structure cubique. Le refroidissement des chambres de combustion se faisait par circulation de C-Stoff dans leurs parois. Il était ensuite renvoyé dans les chambres pour subir sa réaction avec le T-Stoff et produire de la poussée.
Environ 300 exemplaires de ce moteur furent produits, achevant leur carrière opérationnelle en même temps que le Me 163, vers avril 1945. Une copie de la version 509B fut fabriquée par les Japonais pour propulser le Mitsubishi J8M, une copie du Me 163, mais il n'effectua qu'un seul vol, en juillet 1945, qui se solda par un crash.

## Versions

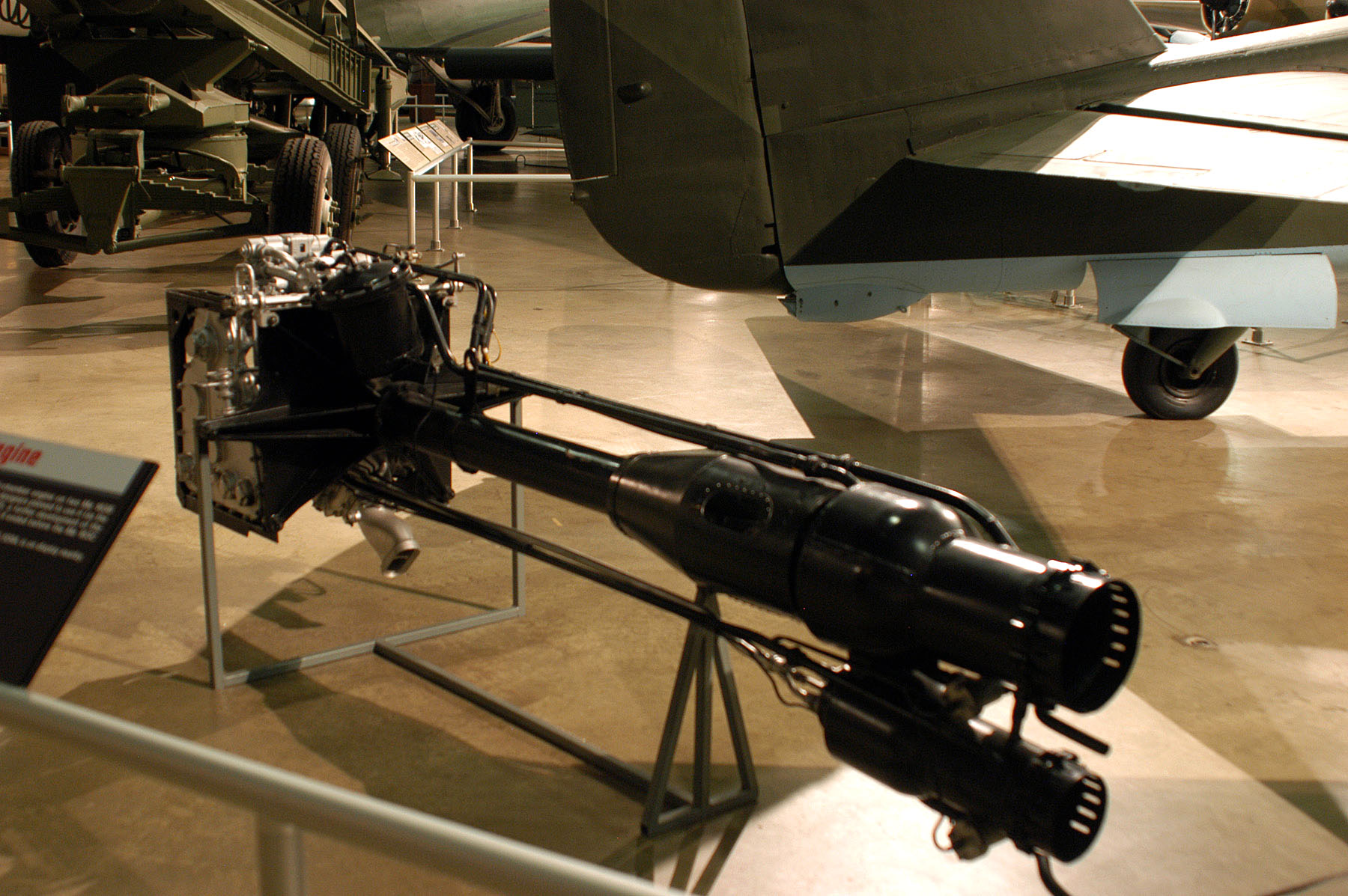
La version HWK 509B à double chambre de combustion, exposée au National Museum of the United States Air Force, sur la base aérienne de Wright-Patterson, à Dayton, dans l'Ohio.

- HWK 109-509A-0 : Modèle de pré-production, fabriqué à partir de mai 1943. La poussée de ce moteur était régulée entre 2,9 et 14,7 kN. Sa masse était de 170 kg. Le premier vol eut lieu le 24 juin 1943, à bord du Me 163b numéroté « V-21 »[5] ;
- HWK 109-509A-1 : Première série de production du moteur, utilisée dans le Me 163B à partir d'août 1944. La poussée était ajustable entre 1 et 15,7 kN ;
- HWK 109-509A-2 : Version pour le Me 163B-1a. D'une masse de seulement 100 kg au complet, ce moteur consistait en deux assemblages principaux[8]. L'assemblage en forme de cube à l'avant comprenait le carénage de turbine, les pompes à ergols en prise sur l'arbre de cette turbine, le boîtier de contrôle, une valve de réduction de la pression et le moteur électrique de démarrage. L'assemblage arrière était constitué par la chambre de combustion, connectée à la partie avant par un « tube de poussée » cylindrique contenant des tuyaux qui amenaient les ergols aux injecteurs individuels de la chambre de combustion[8]. La poussée était ajustable entre 2 et un maximum de 16,7 kN[10] ;
- HWK 109-509B-1 : Version à la puissance augmentée du 509 A-1. Ce moteur fut la première version à être équipée des deux chambres de combustion superposées, « Hauptofen » dessus et « Marschofen » de croisière à plus faible poussée dessous, avec une poussée additionnelle de 2,9 kN. Cette chambre auxiliaire se montra nécessaire en raison de la consommation élevée de T-Stoff de l'unité principale, d'environ 5 kg/s et dépassant les estimations de 100 %. La poussée de la chambre principale était ajustable de 1 à 19,6 kN. Un exemplaire restauré du moteur à chambre unique du Me 163B[10], ainsi que le seul exemplaire connu — établi comme étant le troisième prototype — aux États-Unis du 509B à double chambre[11] sont chacun exposés devant et sur chacun des deux côtés du Messerschmitt Me 163B restauré du National Museum of the United States Air Force, portant le numéro de série (en allemand : werknummber) 191 095 sur sa dérive verticale ;
- HWK 109-509C-1 : Version à double chambre semblable à la série B, mais basée sur la version plus puissante 509 A-2. La différence majeure est la simplification et la disparition d'une partie de la structure avant cubique, afin de réduire la masse de l'ensemble. La chambre de combustion principale produisait une poussée comprise entre 3,9 et 19,6 kN, alors que la chambre auxiliaire produisait une poussée de 3,9 kN. Le moteur devait être utilisé par le Messerschmitt Me 263 (Ju 248). Il apparaît que Walter fit la promotion de cette version dès les débuts du programme, le moteur apparaissant comme choix de propulsion de nombreux projets de chasseurs à moteurs-fusées proposés à la fin de 1944[9]. Le moteur fut testé au sol en août 1944 mais ne prit jamais l'air[5]. Un exemplaire sauvegardé est exposé au Musée de la Royal Air Force de Cosford, au Royaume-Uni ;
- HWK 109-509D-1 : Version dérivée du 509C-1 prévue pour emploi par les appareils de la version B améliorée du Ba 349 Natter. Le moteur était conçu pour être récupéré par un parachute, en même-temps que l'entière section arrière de l'avion, y compris son empennage. La plus grosse différence avec la version C-1 venait de l'alimentation du générateur de gaz en peroxyde d'hydrogène, qui se faisait alors par gravité[12] ;
- HWK 109-509S-2 : Version complètement revue et allégée, prévue pour une installation permanente en tant que propulseur d'appoint sur l'intercepteur de défense du territoire Messerschmitt Me 262 Heimatschützer IV ;
- HWK RII-211 : Désignation de la compagnie pour les moteurs prototypes de la série 509A-2.

## Applications
- Arado E.381 (en)
- Bachem Ba 349
- DFS 228
- Focke-Wulf Volksjäger (en)
- Messerschmitt Me 163

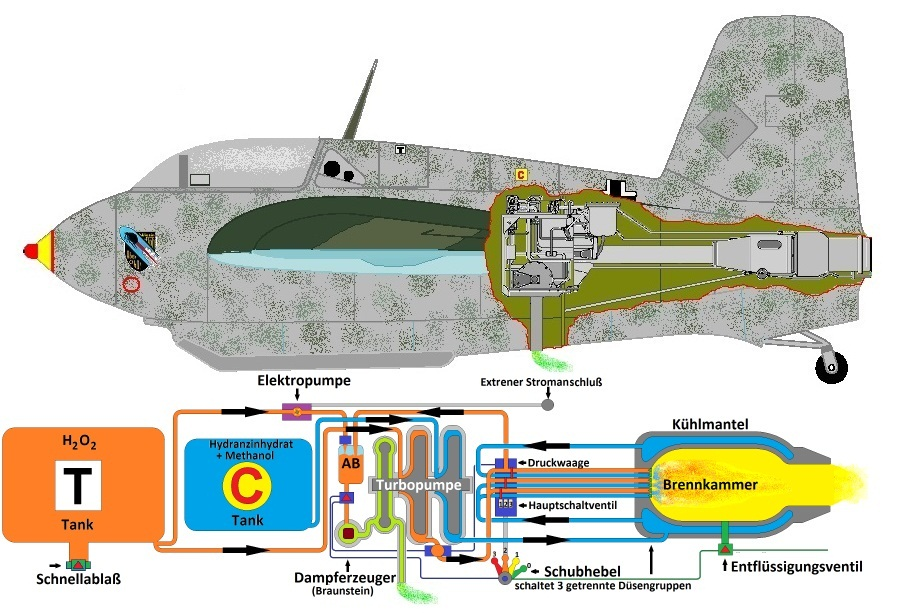
Position du HWK 109-509A-1 dans le.

- Messerschmitt Me 262C, dans les versions prototypes d'évaluation « Heimatschützer » ;
- Mitsubishi J8M : Version produite sous licence par le Japon.

## Exemplaires exposés
- National Museum of the United States Air Force, aux États-Unis : Exemplaires des versions à simple[10] et double chambre[11] ;
- National Museum of Flight, en Écosse ;
- Luftwaffenmuseum (de), à Berlin-Gatow, en Allemagne ;
- Shuttleworth Collection (en), Royaume-Uni[3] ;
- Ballarat Aviation Museum (en), en Australie.